# Men's Health

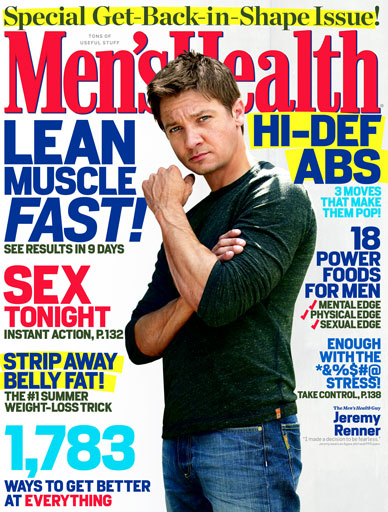
Une couverture de l'édition américaine

Men's Health, publié par les éditions Rodale Inc Emmaus, Pennsylvanie, États-Unis, est la plus grande marque mondiale de magazines pour hommes, avec 43 éditions dans le monde. Il est lu par plus de 22 millions d'hommes à travers le globe. Il est également le magazine masculin le plus vendu en kiosques aux États-Unis depuis le début des années 2000. Il couvre des domaines tels que le fitness, la nutrition, la sexualité, la santé et d'autres aspects de la vie des hommes. Le site du magazine, MensHealth.com, a une moyenne de 38 millions de pages vues par mois.

## Édition française
En France, le mensuel Men's Health est dans un premier temps diffusé par la société Axel Springer France, de 1999 à 2006. 

Après une interruption de deux ans, un nouveau numéro 1 de Men's Health est lancé dans l'hexagone en septembre 2008 par le groupe 1633 SAS, qui édite notamment les magazines FHM, Playboy, Newlook ou Rolling Stone. Une nouvelle formule, est lancée en novembre 2010, et fait la part belle aux conseils santé, mode, nutrition, sexe, fitness, argent, voyages, high-tech, etc.
En plus du magazine mensuel, Men's Health publie depuis 2010 des hors-série Coach "Le guide de votre forme". Chacun de ces magazines est consacré à un thème du bien-être en particulier (nutrition, musculation des abdominaux, sports d'endurance…), traité sous forme de questions/réponses.
Début 2016, l'édition française change de propriétaire et devient Men's Fitness (en).

### Personnalités en couverture depuis 2008
- N°1 : Sébastien Loeb
- N°2 : Vincent Clerc
- N°3 : Tomer Sisley
- N°4 : Nikola Karabatic
- N°5 : Samuel Le Bihan
- N°6 : Boudewijn Zenden
- N°8 : Maxime Médard
- N°9 : Gilles Simon
- N°11 : Matthew Fox
- N°12 : Jean Dujardin
- N°13 : Thierry Henry
- N°14 : Vincent Elbaz
- N°15 : Bob Sinclar
- N°16 : Frédéric Michalak
- N°17 : Mark Wahlberg
- N°18 : François Trinh-Duc
- N°19 : Paul Walker
- N°20 : Bixente Lizarazu
- N°22 : Frédérick Bousquet
- N°23 : Antoine Auriol
- N°24 : Stéphane Rotenberg
- N°25 : Ryan Reynolds
- N°26 : Ryan Kwanten
- N°27 : Garrett Hedlund
- N°28 : Lewis Hamilton
- N°29 : Matt Damon
- N°30 : Rafael Nadal
- N°31 : Adil Rami
- N°33 : Morgan Parra
- N°34 : Chris Hemsworth
- N°35 : Frédéric Lopez
- N°36 : Aurélien Ducroz
- N°37 : Georges St-Pierre
- N°38 : Stephen Moyer
- N°39 : Teddy Riner
- N°40 : David Beckham
- N°41 : M Pokora
- N°42 : Novak Djokovic
- N°43 : Benjamin Castaldi
- N°44 : Nikola Karabatic
- N°45 : Jason Statham
- N°46 : Colin Farrel
- N°47 : Ryan Lochte
- N°70 : Toby Stephens